# DEMO
DEMO (англ. DEMOnstration Power Plant) — проект электростанции, использующей термоядерный синтез, для демонстрации коммерческой привлекательности термоядерной энергетики. Планируется постройка после успешного ввода в строй ITER. В отличие от ITER, в котором будет задействовано водяное охлаждение, для охлаждения «первой стенки» DEMO планируется использовать гелий либо жидкий литий.
DEMO станет переходным звеном между ITER и первыми коммерческими термоядерными реакторами (условно называются ТЯЭС). ITER предназначен для получения 500 МВт энергии от синтеза ядер в течение как минимум 500 секунд, тогда как целью DEMO является достижение непрерывной генерации на уровне 2 ГВт. DEMO станет первым термоядерным реактором, генерирующим электричество (в ITER тепловая энергия просто рассеивается в пространстве).
Предполагается, что DEMO будет на 15 % больше ITER по линейным размерам, плотность плазмы будет выше на треть.

## Временные рамки проекта
В 2004 году были предложены следующие временные рамки проекта:
- концептуальное проектирование должно быть закончено до 2017;
- инженерное проектирование — до 2024;
- первый этап конструирования — 2024—2033;
- первая очередь электростанции — в работе в 2033—2038;
- обновление или расширение электростанции;
- вторая очередь электростанции — в работе с 2040 года.

В 2012 году предложенные сроки были скорректированы:
- концептуальное проектирование должно быть закончено в 2020;
- инженерное проектирование и принятие решения о строительстве — в 2030;
- строительство — с 2031 по 2043;
- пуск — в 2044;
- первая генерация электроэнергии — 2048.

Вместе с тем, реальные сроки развития проекта DEMO зависят от реализации проекта ITER и экспериментальной отработки на нём отдельных элементов DEMO.